# José Streel
 (décembre 2024).
Pour les articles homonymes, voir Streel.
Lucien Alphonse Joseph Streel (connu sous le nom de José Streel), né le 14 décembre 1911 et exécuté le 21 février 1946, est un philosophe, journaliste et écrivain belge, membre actif de Rex. 
Partisan de la collaboration durant l'occupation mais sans sympathie pour le nazisme, il se retire de la vie politique en janvier 1943. Il est néanmoins condamné à mort après la libération et fusillé.

## Biographie
José Streel est né à Jemeppe-sur-Meuse dans la province de Liège. C'est un enfant naturel, abandonné par son père, un bourgeois marié par ailleurs. Il est issu d'une famille paysanne appauvrie qui avait dû quitter la ferme familiale en Hesbaye en raison de malversations d'un parent, pour gagner la banlieue liégeoise. Sa mère Clara éleva José et ses quatre frères dans la dignité, malgré la pauvreté. Il recevra une éducation catholique. Sa scolarité fut exemplaire au collège épiscopal Saint-Martin de Seraing. Très tôt, il se distingue par son aptitude au travail et ses qualités de réflexion. 
Comme beaucoup de jeunes gens de cette époque, éduqués dans la philosophie chrétienne des institutions catholiques bourgeoises, il s'implique dans les mouvements de l'ACJB, Association Catholique de la Jeunesse Belge. Sous la conduite de ses maîtres, dès l'âge de 14 ans, il s'ouvre aux thèses maurrassiennes et aux idées politiques de l'Action française. 
Grâce aux sacrifices de sa mère Clara et à une bourse de la Fondation Universitaire, il a accès à l'université. Il entreprend tout naturellement des études au sein de la Faculté de philosophie et lettres de l'université de Liège. Il choisit de suivre les cours de philologie romane et de philosophie pure. Ce fut un élève brillant. Il termine son cycle universitaire en 1934 avec la plus grande distinction. Durant le cours de ses études supérieures, il reste particulièrement actif au sein de l'ACJB et rédige des chroniques dans différentes publications de cette association.  
En 1932, encore étudiant, il publie aux éditions Rex, son premier ouvrage Les Jeunes Gens et la Politique. Cette maison d'édition, dirigée à l'époque de main de maître par Léon Degrelle, publie une quantité importante d'ouvrages signés d'auteurs surtout reconnus dans les milieux catholiques, politiques, sociologues, philosophes, romanciers, essayistes. José Streel avait rencontré pour la première fois Léon Degrelle le 30 août 1931. Ayant pris connaissance des articles et des différents écrits de Streel dans les publications de l'ACJB et dans la Gazette de Seraing, Degrelle propose à Streel, encore étudiant, de collaborer aux publications de la maison d'éditions Rex. José Streel à l'époque participe aux éditions Rex uniquement dans leurs aspects littéraires. Il n'approche le mouvement rexiste naissant que de façon sporadique. 
En 1934-1935, José Streel effectue son service militaire comme candidat officier de réserve. À l'issue de celui-ci, ayant repris contact avec Degrelle dans le but de trouver du travail, celui-ci lui propose de l'engager au sein des éditions Rex en tant que secrétaire de rédaction et rédacteur en chef. José streel qui sera longtemps reconnaissant à Degrelle de lui avoir mis le pied à l'étrier, entre ainsi de plain pied dans le mouvement rexiste et participe aux premiers pas du mouvement en tant que parti politique en 1936. 
Le 24 octobre 1936, José Streel épouse Marie Louise Honhon, sa fiancée qu'il connaît depuis ses 18 ans alors qu'elle n'en avait que 15. Marie Louise Honhon était issue d'un milieu bourgeois catholique. Elle avait poursuivi avec succès des études pour devenir Régente littéraire. José et Marie Louise Streel auront trois enfants, Dominique, Véronique et Isabele, enfants à qui il dédiera son livre La Révolution du vingtième siècle en 1942.
Entré dans le mouvement rexiste, Streel, plus porté sur la réflexion que sur l'action publique, en devint rapidement le théoricien qui contraste avec la personnalité même de Léon Degrelle. À partir de 1936, José Streel développera sa philosophie rexiste dans ses écrits tels que Ce qu'il faut penser de Rex et Positions rexistes, mais surtout au travers d'innombrables articles, tribunes, éditoriaux dans la publication Rex et dans le quotidien du mouvement Le Pays réel.
Lorsque la guerre est déclarée, José Streel est mobilisé en 1939-40 dans l'armée belge. Il participe comme officier à la campagne de mai 1940 en tant que chef d'un peloton de canon 47 antichars, chargé de défendre les ponts de la Meuse et du canal Albert. À l'issue de la campagne des 18 jours, José Streel fut fait prisonnier et fut déporté le 2 juin 1940 en Allemagne dans l'Oflag VI A de Soest en Westphalie. Il sera libéré et rentrera en Belgique au mois d'août 1940. Il y reprend ses activités journalistiques en devenant rédacteur en chef du Pays réel et devient également « chef politique » de Rex.
L'emprisonnement en Allemagne fut pour José Streel un temps d'analyse des événements et un temps de réflexion. Comme pour la majorité des Belges à ce moment, la supériorité de l'Allemagne laissait à penser que la victoire allemande était acquise pour longtemps. La désertion de poste de nombreuses autorités qui avaient abandonné le pays à son triste sort lui laissait un goût amer. Il trouva dans cette situation la pertinence de l'appréciation des rexistes d'avant guerre. Il acquit la conviction qu'une forme de victoire sur l'occupant étant impossible, il y avait nécessité de collaborer partiellement avec lui afin de sauvegarder l'intégrité du Pays, de garantir les droits acquis, d'imposer aux côtés du Roi un pouvoir nouveau et fort. Dans ses premiers articles à son retour de captivité, José Streel développe ce qu'il appelle la « politique de présence. » Il s'engagera donc dans une collaboration modérée. Malgré ses nettes réserves à l’égard du nazisme, en raison de sa profonde foi catholique, Streel soutient donc la politique de collaboration avec l’occupant. (Martin Conway dans l'ouvrage cité ci-dessous, développe largement, sur base de dizaines de références de Streel, le modèle de collaboration qui aura été le sien durant l'occupation.) José Streel prendra ainsi part, notamment après 1942, à Radio Bruxelles, l'organe radiophonique de la propagande nazie en Belgique. Fervent défenseur de l’indépendance de la Belgique, il appelle à une action commune entre les rexistes et les mouvements nationalistes flamingants. Lorsque Degrelle rejette cette option, Streel se retire de Rex et de la vie politique en 1943. Il aura tenté jusqu'au bout de résister aux ultra collaborationnistes car il était fondamentalement opposé à tous les extrémismes. Il continue son activité journalistique et est engagé au journal Le Soir qui regroupe alors les « collaborateurs modérés. »
Il part pour l'Allemagne le 2 septembre 1944 pour mettre sa famille et lui-même à l'abri d'une justice arbitraire, après avoir écrit au procureur du Roi le 31 août pour l'informer qu'il reviendra en Belgique quand les esprits se seront calmés et qu'il pourra bénéficier d'une justice sereine. Il ne s'occupe plus de politique ni de journalisme pendant cette période. Après la fin du conflit, il rentre en Belgique sous une fausse identité et est arrêté le 3 mai 1945. Ayant été condamné à mort par contumace le 17 janvier 1945 alors qu'il était en Allemagne, il obtient la révision de son procès devant le Conseil de guerre. Son procès fut fixé au 6 août 1945. À l'issue de celui-ci, la peine de mort fut commuée en détention à perpétuité. L'Auditeur militaire fait appel de ce jugement. José Streel est rejugé le 29 octobre 1945 dans une procédure d'une seule journée. Il est condamné à mort. Il est fusillé à Saint-Gilles le 21 février 1946.
Voici ce que José Streel écrivait à quelques heures de son exécution.
" Protestation

Je proteste contre l'assassinat dont je vais être la victime innocente.

Perpétré dans des conditions inouïes, pour venger un échec électoral, ce crime immonde, venant après pas mal d'autres, sera la honte de la maffia politicienne qui depuis un an et demi fait violence au pays.

Je désigne comme coupables : le premier substitut Vinçotte, le premier substitut Depelchin, le président Loppens, l'auditeur général Ganshof, l'ex-ministre Grégoire et le prince-Régent, usurpateur de la couronne.

Ces hommes répondront de leur acte devant le tribunal de Dieu. Pour ma part, je leur pardonne.

Je n'ai jamais fait tort à aucun compatriote.

Je n'ai voulu que le bien de la patrie. Je suis persuadé que l'avenir montrera qu'en la servant comme je l'ai fait, j'avais raison.

J'ai servi Dieu et l'Église de mon mieux. J'ai voulu défendre la civilisation contre la barbarie sous toutes ses formes. C'est pour cela que je péris assassiné..

Je remercie tous ceux qui se sont interposés en ma faveur et qui ont tenté de me sauver.

Je demande à tous ceux qui m'ont aimé de veiller sur les miens: ma pauvre vieille maman, ma chère femme, mes trois petits enfants adorés.

Que personne ne cherche à me venger. Il faut en finir avec la haine et la violence. Je m'en remets en toutes choses à la justice de Dieu.

Le 20 février 1946.   José Streel. "
Ils ont dit de lui ...
«  José Streel était un garçon droit et digne. Philosophe, manieur d’abstractions mais passionné de politique, la tête pleine de mirages et le cœur plein de certitudes, il rêvait pour la Belgique d’une cité chrétienne conforme aux illusions de sa scolastique thomiste et aux intolérances aussi bien de son âge que de son temps. Une pareille aventure spirituelle et politique ne pouvait s’enraciner dans le vieux parti catholique. Les combats cruels autour de Maurras furent sa première meurtrissure, l’apprentissage des drames de conscience. De cette expérience douloureuse, qui l’avait marqué et déchiré, il dirait pourtant, comme Péguy de sa jeunesse dreyfusarde : Nous avons été grands. Il voulut l’être davantage, convaincu que la politique totalitaire était l’avatar contemporain du thomisme, l’instrument même du bien commun et que le patriotisme de Maurras faisait retourner l’époque moderne à la féodalité. Quand il comprit son erreur, la roue du destin avait tourné : outragé par les ultras de son camp qu’il abandonna à leur folie et accusé par l’autre camp de s’être éloigné pour mettre sa peau à l’abri. On n’avait à lui reprocher que des fautes de jugement, - rien de bas, rien de vil. On lui était redevable de quelques bienfaits (il sauva la vie de Madame Spaak), et on fit semblant de ne pas s’en souvenir, malgré l’intervention pressante de François Mauriac. La salve qui l’abattit continue en nous à retentir lugubrement. »
Pol Vandromme : extrait de Léon Degrelle au service d’Hitler, Éditions l’Age d’Homme, 2005.
« José Streel, avec sa petite chemise à fleurs de fiancé ukrainien, était le penseur politique le plus remarquable de la presse belge (on le fusilla ignoblement en 1946). Mais il était plus un chroniqueur de rubrique intellectuelle qu'un journaliste. Et seule, d'ailleurs, sa chronique l'intéressait. »
Louise Narvaez : extrait de Degrelle m'a dit, Éditions de Baucens, Bruxelles 1977, 388p.

## Publications
- José Streel, Les Jeunes Gens et la Politique, éditions Rex, Louvain, 36 p.,1932.
- José Streel, Ce qu'il faut penser de Rex, éditions Rex, Bruxelles, sans date (1935), In-8, 150 p.
- José Streel, Positions rexistes, introduction de Jean Denis, éditions Rex, Bruxelles, sans date (1936), 32 p.
- José Streel, M. van Zeeland contre le régime parlementaire, éditions Rex, Bruxelles, 1936, 30p.
- José Streel, La Révolution du vingtième siècle, Nouvelle Société d'Éditions Bruxelles, 220 p. 1942. Réédition en 2010 du livre paru en 1942 à la NSE à Bruxelles, préface de Lionel Baland, Déterna, Paris.